# Umwege ins Glück
Umwege ins Glück ist eine vom DEFA-Studio für Spielfilme (Potsdam-Babelsberg) für das Fernsehen der DDR produzierter Fernsehschwank von Filmregisseur Eberhard Schäfer aus dem Jahr 1977. 

## Handlung
Fred Sturm, der beste Freund von Alfons Ziesecke, ist mit seinem Sohn Harald in den Sommerurlaub verreist. Alfons Ziesecke soll während der Urlaubszeit auf das Haus der Sturms aufpassen. Fred und Harald kehren aber heimlich aus dem Urlaub zurück. Weder ihrem Freund noch sich gegenseitig haben sie diesbezüglich etwas verraten. Beide hatten unabhängig voneinander die geniale Idee, sich so ganz ungestört mit ihren neuen Freundinnen zu treffen und die nächsten vierzehn Tage miteinander zu verbringen. Und so hat weder Fred noch sein Sohn Harald einen Ahnung davon, dass sie gar nicht allen mit ihren Frauen sind. Anfangs wundert es die beiden allerdings, dass sich stets der Blumenstrauß auf dem Tisch, den Fred zur Begrüßung für seine Inge besorgt hatte, zu verändern scheint. Am Abend treffen zuerst die beiden Frauen aufeinander und vermuten nun, dass sich ihr Auserwählter eine zweite Braut eingeladen hat. Dieses Missverständnis können Fred und Harald auch nicht ausräumen, als auch sie sich plötzlich gegenüberstehen. Harald traut sich seinem Vater gegenüber nicht zuzugeben, dass Petra seine Freundin ist und stellt sie ihm als Kommilitonin vor, die ihm Nachhilfe in Physik geben will.
Alfons Ziesecke versucht in das Geschehen einzugreifen und die Heimlichkeit zu bewahren. Dabei verwechselt er Freds Freundin mit der zufällig eintreffenden Elvira Sommerlatte, die Fred gerade als kompetente Nachhilfelehrerin für seinen Sohn engagiert hat. Alfons versteht dabei die physikalischen Fachbegriffe der attraktiven Lehrerin als erotische Anspielungen und ist auf der Stelle verliebt in diese Frau, sodass er annehmen muss, seinem Freund in die Quere zu kommen. Inzwischen sind Inge und Petra allein aufeinander getroffen und ihnen ist klar geworden, dass es zwei Herren im Haus gibt und sie keineswegs Konkurrentinnen sind. In diesem Moment schneit auch Alfons wieder herein, der um seine Inge – die ja in Wirklichkeit Elvira heißt zu kämpfen. Während Inge und Petra sehr schnell bemerken, dass Alfons  einem Irrtum unterliegt, beschließen sie kurzerhand dessen Unwissenheit auszunutzen und Fred eifersüchtig zu machen. Da sich Alfons derart von den beiden Frauen manipulieren lässt, läuft das den Interessen seines Freundes Fred arg zuwider. Im Streit verlassen die drei den Raum und Fred bleibt verärgert zurück. Als Harald nun erscheint sprechen sich Vater und Sohn endlich aus und erfahren so, dass sie beide aus dem gleichen Grund in die Wohnung zurückgekommen und gar nicht in Urlaub gefahren sind. Fest entschlossen um seine Liebe zu kämpfen eilt Fred Inge nach. Inzwischen kommt Elvira zurück und trifft voller Freude auf Alfons, der nun Fred seine neue Eroberung vorstellen kann. Nach weiteren kleinen Missverständnissen klärt sich am Ende alles auf und die Männer erkennen endlich, wer nun zu wem gehört.

## Produktion
Der Film erlebte am 14. August 1977 auf DFF 1 seine Fernsehpremiere, wurde aber bereits 1976 Für das Fernsehen der DDR 1976 produziert. Im September 2012 kam der Film bei Icestorm im Rahmen der Reihe DDR TV-Archiv auf DVD heraus.

## Kritik
In der DDR-Zeitschrift Eulenspiegel registrierte der Kritiker 1977  „Goetz Jaegers Umwege ins Glück und bei dieser Gelegenheit wieder Rolf Herrichts gar nicht hoch genug zu schätzendes Talent, auch von Haus simple Vorlagen auf respektables Niveau zu heben.“